# Франк Лагорс
Франк Лагорс (на френски: Franck Lagorce) е бивш пилот от Формула 1.
Роден на 1 септември 1968 в Ле ле Рос, Франция.

## Формула 1
Франк Лагорс прави своя дебют във Формула 1 в Голямата награда на Япония през 1994 година. В световния шампионат записва 2 състезания като не успява да спечели точки. Състезава се за Лижие.